# Paracalyptrophora duplex
Paracalyptrophora duplex is een zachte koraalsoort uit de familie Primnoidae. De koraalsoort komt uit het geslacht Paracalyptrophora. Paracalyptrophora duplex werd in 2004 voor het eerst wetenschappelijk beschreven door Cairns & Bayer. 